# جی‌لیگ ۳
جی‌لیگ ۳ (ژاپنی: J3リーグ هپبورن: J3 Rīgu) یا به سادگی جی۳ سومین سطح فوتبال باشگاهی در ژاپن است که در سال ۲۰۱۳ تأسیس شده‌است.

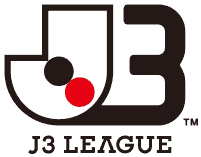
لوگوی سابق

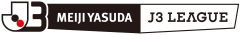
این لوگو از سال ۲۰۱۵ تا ۲۰۱۸ مورد استفاده قرار گرفت

جی‌لیگ ۳، (لیگ سطح سوم سراسری فوتبال ژاپن) لیگی نسبتاً جدید در فوتبال ژاپن است که اولین فصل آن در سال ۱۹۹۲ (بخش دوم JFL قدیمی) انجام شد، گرچه که فقط دو فصل به طول انجامید. در سال ۱۹۹۹، پس از تأسیس جی‌لیگ ۲، یک لیگ فوتبال جدید ژاپن ایجاد شد که به مرحله سوم تبدیل شد. پس از معرفی جی۳، JFL برای اولین بار در تاریخ فوتبال ژاپن به پایین هرم منتقل شد و به یک لیگ درجه چهارم سراسری تبدیل شد.
این لیگ با میجی یاسودا لایف حمایت می‌شود بنابراین رسماً به عنوان میجی یاسودا جی‌لیگ ۳ (ژاپنی: 明治安田生命J3リーグ) شناخته می‌شود.

## تاریخچه قهرمانی و صعود
| فصل  | برنده              | نایب قهرمان          | مقام سوم          |
| ---- | ------------------ | -------------------- | ----------------- |
| ۲۰۱۴ | زوایگن کانازاوا    | ناگانو پارسیرو †     | ماچیدا زلویا      |
| ۲۰۱۵ | رنوفا یاماگوچی     | ماچیدا زلویا ‡       | ناگانو پارسیرو    |
| ۲۰۱۶ | اویتا ترینیتا      | توچیگی               | ناگانو پارسیرو    |
| ۲۰۱۷ | بلوبلیتز آکیتا     | توچیگی               | آزول کلارو نومازو |
| ۲۰۱۸ | اف سی ریوکیو       | کاگوشیما یونایتد     | گیناره توتوری     |
| ۲۰۱۹ | جیراوانز کیتاکیوشو | تسپاکوساتسو گونما    | فوجی‌ئدا           |
| ۲۰۲۰ | بلوبلیتز آکیتا     | ساگامیهارا           | ناگانو پارسیرو    |
| ۲۰۲۱ | رواسو کوماموتو     | ایواته گرولا موریوکا | تگوجارو میازاکی   |

- پررنگ باشگاهی که صعود کرده

† باختن در پلی آف صعود و سقوط بین جی۲ و جی۳
‡ پیروزی در پلی آف صعود و سقوط بین جی۲ و جی۳ و صعود کردن

## موفق‌ترین تیمها در جی‌لیگ ۳
باشگاه‌هایی که به صورت پررنگ نوشته شده‌اند هم‌اکنون در جی‌لیگ ۳ در فصل ۲۰۲۲ رقابت می‌کنند.
| باشگاه               | برندگان | نایب قهرمان | تبلیغات | برنده شدن فصل‌ها | فصل‌های نایب قهرمانی | فصل‌های صعودی |
| -------------------- | ------- | ----------- | ------- | --------------- | ------------------- | ------------ |
| بلوبلیتز آکیتا       | ۲       | ۰           | ۱       | ۲۰۱۷، ۲۰۲۰      |                     | ۲۰۲۰         |
| زوایگن کانازاوا      | ۱       | ۰           | ۱       | ۲۰۱۴            |                     | ۲۰۱۴         |
| رنوفا یاماگوچی       | ۱       | ۰           | ۱       | ۲۰۱۵            |                     | ۲۰۱۵         |
| اویتا ترینیتا        | ۱       | ۰           | ۱       | ۲۰۱۶            |                     | ۲۰۱۶         |
| اف سی ریوکیو         | ۱       | ۰           | ۱       | ۲۰۱۸            |                     | ۲۰۱۸         |
| جیراوانز کیتاکیوشو   | ۱       | ۰           | ۱       | ۲۰۱۹            |                     | ۲۰۱۹         |
| رواسو کوماموتو       | ۱       | ۰           | ۱       | ۲۰۲۱            |                     | ۲۰۲۱         |
| توچیگی               | ۰       | ۲           | ۱       |                 | ۲۰۱۶، ۲۰۱۷          | ۲۰۱۷         |
| ایواته گرولا موریوکا | ۰       | ۱           | ۱       |                 | ۲۰۲۱                | ۲۰۲۱         |
| ساگامیهارا           | ۰       | ۱           | ۱       |                 | ۲۰۲۰                | ۲۰۲۰         |
| تسپاکوساتسو گونما    | ۰       | ۱           | ۱       |                 | ۲۰۱۹                | ۲۰۱۹         |
| کاگوشیما یونایتد     | ۰       | ۱           | ۱       |                 | ۲۰۱۸                | ۲۰۱۸         |
| ماچیدا زلویا         | ۰       | ۱           | ۱       |                 | ۲۰۱۵                | ۲۰۱۵         |
| ناگانو پارسیرو       | ۰       | ۱           | ۰       |                 | ۲۰۱۴                |              |